# Pyrazus
Pyrazus là một chi ốc biển, là động vật thân mềm chân bụng sống ở biển trong họ Batillariidae.

## Các loài
Các loài trong chi Pyrazus gồm có:
- Pyrazus eriensis (Mörch, 1876)[2]

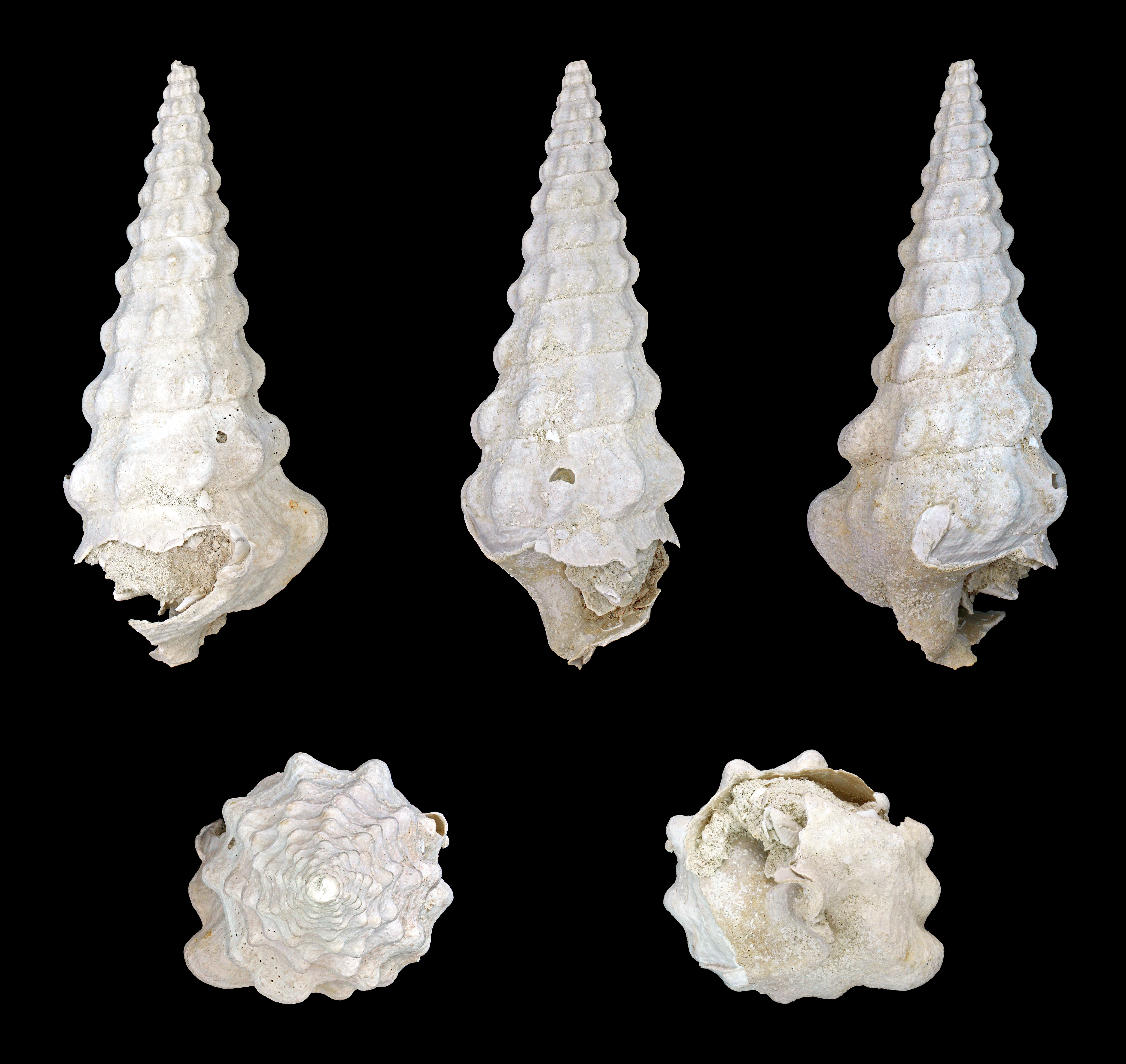
Pyrazus scalatus from the Pliocene of Florida

- Pyrazus ebeninus (Bruguière, 1792)[3]